# Конец империи Хань
Конец империи Хань (кит. трад. 東漢末年, 189—220) — период китайской истории, примерно соответствующий времени правления последнего ханьского императора. В этот период структуры империи рухнули, и страна в результате затяжной многосторонней гражданской войны распалась на три враждующие государства; новый период истории Китая стал известен как Эпоха Троецарствия.
В это время ханьский император Сянь-ди утратил всякую власть и был фактически заложником различных чиновников и генералов, а потом у Цао Цао.
В стране разразилась череда крестьянских восстаний, и усилилась власть губернаторов. После смерти императора Лин-ди силу приобрели евнухи, против которых выступили влиятельные сановники. Генералы Хэ Цзинь и Юань Шао устроили резню с кровопролитием против власти евнухов, малолетний император был похищен. Генерал Дун Чжо с войсками пришёл на помощь императору и занял столицу, посадив на трон младшего брата Сянь-ди. Дун Чжо не удалось сохранить власть, против него поднялась коалиция, война длилась до 192 года, столица Лоян была разорена, и Дун Чжо был убит. Коалиция не могла договориться между собой и в стране наступило безвластие, после междоусобной войны чиновники и генералы стали управлять своими уделами. С 196 года постепенно усилился Цао Цао, который завладел императором, ему противостоял Юань Шао. К 200 году Цао Цао смог разгромить Юань Шао и постепенно прибрать к рукам север страны. На юге страны к 208 году силу приобрели Лю Бэй и Сунь Цюань, которые заключили союз против Цао Цао. После сложной многосторонней борьбы наметилось деление страны на три части.
Правителями трёх царств стали Цао Цао (Вэй), Лю Бэй (Шу) и Сунь Цюань (У). Этот период описан в популярном романе «Троецарствие». Период заканчивается формальным отречением ханьского императора от трона в 220-м году, и оформлением трёх империй.

## Увеличение власти местных правителей

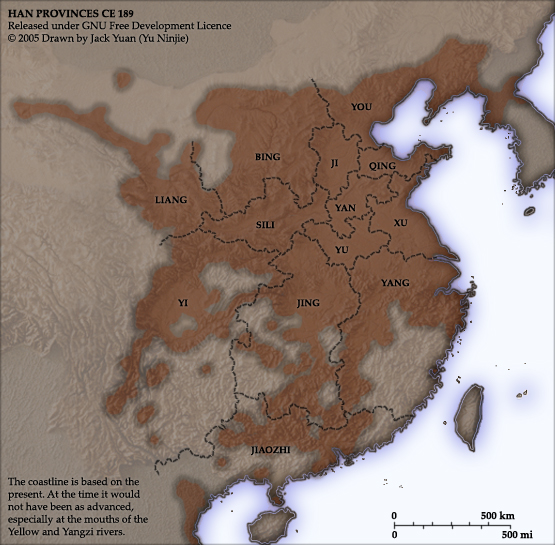
Провинции империи Хань в 189 году

К концу правления императора Лин-ди многие придворные предвидели, что после его смерти наступит хаос. Один из придворных — Лю Янь — в 188 году убедил императора, что причиной непрекращающихся крестьянских восстаний является то, что у местных властей не хватает власти. По совету Лю Яня император издал указ, в соответствии с которым должность «инспектора» была заменена на «губернатора», а занимающие эту должность люди получили право сбора налогов и командования войсками на подвластной им территории. Лю Янь был назначен губернатором провинции Ичжоу (益州, занимала Сычуаньскую котловину), Лю Юй — провинции Ючжоу (幽州, север современной провинции Хэбэй, Пекин, Тяньцзинь и Ляонин), ряд других придворных также стали губернаторами. Рост влияния этих губернаторов сформировал базу, на основе которой впоследствии военачальники контролировали крупные регионы империи Хань.

## Коллапс имперской власти

### Доминирование вдовствующей императрицы Хэ и Хэ Цзиня
В 189 году умер император Лин-ди, и наследником стал его 13-летний сын Лю Бянь (сын императрицы Хэ), ставший императором Шао-ди. Императрица (уже вдовствующая) Хэ стала регентом при малолетнем императора, а её старший брат генерал Хэ Цзинь стал наиболее влиятельной фигурой при дворе. Хэ Цзинь и Юань Шао решили уничтожить группировку из десяти влиятельных евнухов, но вдовствующая императрица Хэ не одобрила их плана. Тогда Хэ Цзинь призвал военачальника Дун Чжо, контролирующего провинцию Лянчжоу (涼州, на территории современной Ганьсу) двинуться на столицу Лоян, чтобы вынудить вдовствующую императрицу Хэ всё-таки избавиться от евнухов. Узнав о заговоре Хэ Цзиня, евнухи убили его. В ответ Юань Шао во главе императорской гвардии устроил резню дворцовых евнухов. Уцелевшие евнухи похитили императора Шао-ди и его младшего брата 8-летнего Лю Се (росшего у бабушки — вдовствующей императрицы Дун) и бежали на север к Хуанхэ, однако в итоге были принуждены покончить жизнь самоубийством, бросившись в реку.
Прибывший Дун Чжо обнаружил императора с младшим братом. Император выглядел нервным и испуганным, в то время как его младший брат оставался спокойным и собранным, и приказал Дун Чжо отвести их обратно во дворец. Дун Чжо воспользовался возможностью для захвата власти и ввёл в столицу свою армию. Вскоре Дун Чжо сместил императора Шао-ди и заменил его младшим братом, ставшим императором Сянь-ди. Дун Чжо стал доминировать при императорском дворе и назвал себя чэнсяном — титулом, который не носил никто со времён Сяо Хэ. Также Дун Чжо даровал себе привилегию являться ко двору при оружии и не разуваясь.

### Создание коалиции против Дун Чжо
Весной 190 года ряд провинциальных губернаторов и военачальников сформировали коалицию против Дун Чжо, заявляя, что он узурпировал трон и держит императора фактически в заложниках. Лидером коалиции стал Юань Шао — правитель округа Бохай (территория современного Цанчжоу). Армия коалиции собралась в Хэнэе и собралась двинуться на Лоян. Однако коалиция была весьма зыбкой, и Юань Шао не мог нормально управлять собранными силами. Также члены коалиции опасались прямой конфронтации с Дун Чжо и его закалёнными в боях войсками из Лянчжоу. В результате Дун Чжо оказался предупреждён, и решил перенести столицу на запад в Чанъань, подальше от коалиции. Месяц спустя Дун Чжо вынудил императора и двор отправиться в Чанъань вместе со столичными жителями, а прежнюю столицу Лоян велел сжечь. Во время переезда Дун Чжо оставался в районе Лояна, готовый отбить нападение коалиционных сил. В 191 году, чтобы ещё больше делегитимизировать Дун Чжо, коалиция предложила занять трон Лю Юю, который был родственником императорской фамилии, но Лю Юй остался верен императору Сянь-ди и резко отказался. Пока коалиция строила планы, подчинённый Юань Шу — Сунь Цзянь — пошёл на рассчитанный риск и атаковал Дун Чжо возле Лояна. Одержав ряд побед над его войсками, Сунь Цзянь вынудил Дун Чжо отступить в Чанъань, и Лоян перешёл под контроль коалиции.
В последующие месяцы коалиция распалась, а её члены вернулись на свои базовые территории. Вскоре чиновники, правившие провинциями, стали управлять подвластными им территориями как независимые правители. Наиболее известными в это время стали:
- Юань Шао, захвативший провинцию Цзичжоу (冀州, центр и юг современной провинции Хэбэй и север современной провинции Хэнань) у Хань Фу
- Лю Янь, контролирующий Ичжоу
- Лю Бяо, контролирующий Цзинчжоу (荊州, территория современных провинций Хубэй и Хунань)
- Юань Шу, контролирующий район к югу от реки Хуайхэ (север и центр современной провинции Аньхой)

## Смерть Дун Чжо и продолжение сражений

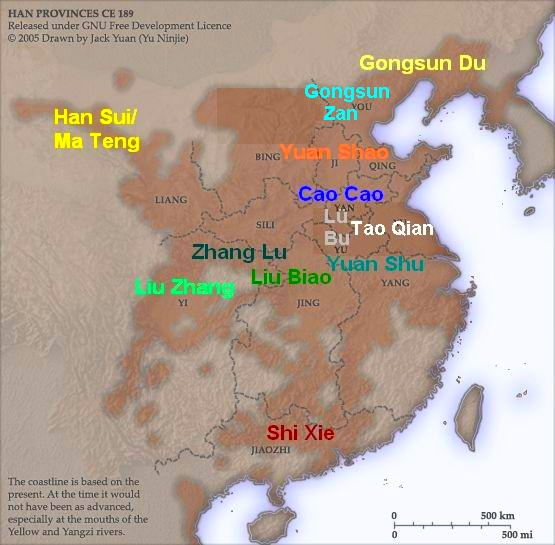
Китай в 194 году

После перемещения в Чанъань Дун Чжо стал ещё сильнее контролировать правительство, и жёстко подавлял любое противодействие. Ван Юнь, Хуан Вань, Шисунь Жуй и Ян Цзань составили заговор с целью устранения Дун Чжо, в который вовлекли приёмного сына Дун Чжо Люй Бу. В мае 192 года заговорщики под руководством Вань Юня и Люй Бу убили Дун Чжо и вырезали весь его клан.
Казалось, что после смерти Дун Чжо и окончания «царства террора» всё должно постепенно вернуться к норме. Однако Ван Юнь не смог наладить хороших отношений с Люй Бу, и категорически отказался амнистировать выживших сторонников Дун Чжо. Тогда бывшие подчинённые Дун Чжо Ли Цзюэ, Го Сы и Фань Чоу опасаясь, что их тоже убьют, возглавили войска Дун Чжо в Лянчжоу, повели их на Чанъань, взяли под контроль правительство, схватили Вань Юня и убили его и всю его семью. Люй Бу был разбит и изгнан.
Взяв под контроль Чанъань, Ли Цзюэ, Го Сы и Фань Чоу стали жить в своё удовольствие, нисколько не заботясь о состоянии страны. В свою очередь властители различных территорий в Китае воевали друг с другом, преследуя личные интересы. Одни из них при этом были настроены дружественно по отношению к силам Ли Цзюэ, другие — враждебно, но при этом все признавали Сянь-ди в качестве императора Китая.
В 193 году разразился вооружённый конфликт между Лю Юем и Гунсунь Цзанем. Они обвиняли друг друга в докладах на имя императора, затем Лю Юй, не выдержав, напал на Гунсунь Цзаня, но был разбит и убит.
В 195 году начались беспорядки в Чанъане, когда Ли Цзюэ и Го Сы вместе убили Фань Чоу, а затем начали воевать друг с другом; при этом Ли Цзюэ взял в заложники императора, а Го Сы — ряд придворных. Затем Ли Цзюэ и Го Сы помирились, и решили позволить императору Сянь-ди вернуться в старую столицу Лоян, но потом передумали, и бросились за ним в погоню. Пока Ли Цзюэ и Го Сы ловили императора, императорский двор впал в нищету и был неспособен содержать себя. Так как Лоян был опустошён пожаром во времена Дун Чжо, в городе отсутствовали минимальные условия для жизни, и придворные умирали с голоду. В это время Цзюй Шоу предложил Юань Шао приютить императора в своей провинции, и получить благодаря этому контроль над правительством. Однако Го Ту и Чунью Цюн выступили против идеи Цзюй Шоу, говоря, что если Юань Шао приютит у себя императора, то ему придётся обращаться к нему по ключевым вопросам и следовать дворцовому протоколу. Юань Шао заколебался и не мог решить, приглашать ему императора или нет.

## Постепенное объединение страны Цао Цао

### Цао Цао использует императора
Пока Юань Шао колебался, ситуацией воспользовался Цао Цао, пригласивший императора на свою территорию. В то время он контролировал провинцию Яньчжоу (兗州, запад современной провинции Шаньдун и восток современной провинции Хэнань). В 196 году Цао Цао повёл свои армии на Лоян. Он встретился с Дун Чэном и Ян Фэном, заверил их в своей лояльности и попросил позволить ему увидеться с императором. Хотя формально Цао Цао делил власть с прочими придворными, фактически он контролировал правительство, но при этом следил за тем, чтобы относиться ко всем с должным уважением, и потому почти не встречал оппозиции. Цао Цао отвёз императора к себе в Сюй и объявил это место новой столицей.
С этого времени Цао Цао, формально являясь подданным императора, фактически обладал полной властью. Несмотря на это он никогда не выказывал неуважения к императору и всегда следовал формальному имперскому протоколу. Цао Цао также издал от имени Сянь-ди указы, предписывающие прочих правителей территорий покориться императорской власти (фактически — власти Цао Цао). Лишь получив от Цао Цао такой указ Юань Шао понял, что он упустил свой шанс.

### Рост власти Цао Цао
Даже после перемещения столицы в Сюй центральное правительство продолжало испытывать проблемы с деньгами и продовольствием. По совету Цзао Чжи Цао Цао ввёл новую политику, стимулирующую развитие сельскохозяйственного производства, при которой солдаты отправлялись на посевные работы, а урожай делился между ними и гражданским населением. Политика быстро принесла отличные результаты, регион Сюя превратился в высокопродуктивный сельскохозяйственный район, и проблемы нехватки продовольствия были решены.
В это время наиболее мощными правителями в Китае были:
- Юань Шао, контролирующий провинции Цзичжоу, Бинчжоу и Цинчжоу (современные Шаньси, Хэбэй и Шаньдун); часть территорий управлялась тремя его сыновьями (Юань Тань, Юань Си, Юань Шан) и племянником (Гао Гань)
- Юань Шу, контролирующий современную провинцию Аньхой и часть Цзянсу
- Гунсунь Цзань, контролирующий провинцию Ючжоу (современные Пекин, Тяньцзинь и Ляонин)
- Лю Бяо, контролирующий провинцию Цзинчжоу (современные Хубэй и Хунань)
- Лю Чжан, контролирующий провинцию Ичжоу (Сычуаньская котловина)
- Люй Бу, отбивший Сюйчжоу (север Цзянсу) у губернатора Лю Бэя

Помимо них было много более мелких, и Цао Цао постепенно заставлял их покориться ему. В 197 году Чжан Сю отдал Цао Цао Ваньчэн, но потом восстал, и чуть не убил самого Цао Цао в сражении, однако затем по совету Цзя Сюя в 200 году всё-таки окончательно встал на сторону Цао Цао. Кроме того, в 197 году Цао Цао вынудил покориться ему Ма Тэна и Хань Суя, контролировавших провинции Юнчжоу и Лянчжоу (современные провинции Шэньси и Ганьсу).

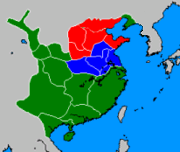
Домены Юань Шао и Цао Цао перед битвой при Гуаньду

В том же году Юань Шу объявил себя в Шоучуне «сыном Неба», тем самым объявив о разрыве с империей Хань и дав другим правителям предлог для нападения. Сунь Цэ (сын Сунь Цзяня), ранее завоевавший часть Цзяндуна, разорвал альянс с Юань Шу и объявил себя независимым правителем. Генерал Люй Бу, также ранее бывший союзником Юань Шу, разорвал с ним связи и нанёс крупное поражение возле Шоучуня. Цао Цао также атаковал Юань Шу и разгромил его. Юань Шу попытался бежать на север, чтобы присоединиться к Юань Шао, но путь туда был преграждён, и на пути обратно в Шоучунь он заболел и умер в 199 году.
В 198 году Юань Шао попытался уговорить Цао Цао переместить столицу в Цзяньчэн, поближе к своей территории, надеясь вывести императора из-под влияния Цао Цао, но Цао Цао отказался. Позднее в этом же году объединённые силы Цао Цао и Лю Бэя разгромили Люй Бу в битве при Сяпи. Люй Бу был схвачен и казнён по приказу Цао Цао, а провинция Сюйчжоу перешла под контроль Цао.
В 199 году Юань Шао разгромил Гунсунь Цзаня в битве при Ицзине, и тот совершил самоубийство, бросившись в огонь. Земли Гунсунь Цзаня, простиравшиеся до северных границ империи Хань, были аннексированы Юань Шао. После этого Юань Шао перенёс своё внимание на Цао Цао, ставшего заметной силой в центральном Китае. Юань Шао заключил союз с Лю Бяо и приготовился напасть на Цао Цао.

### Битва при Гуаньду
Вопреки советам Цзюй Шоу и Тянь Фэна, утверждавшим, что войска нуждаются в отдыхе после боёв против Гунсунь Цзаня, Юань Шао решил, что численное превосходство поможет ему сокрушить Цао Цао. Пока Цао Цао готовился к битве, он обнаружил, что Дун Чэн, Лю Бэй и ряд других чиновников готовят против него заговор. В начале 200 года Лю Бэй воспользовался возможностью, чтобы отложиться от Цао Цао и захватить контроль над провинцией Сюйчжоу, убив Чэ Чжоу, поставленного Цао Цао в качестве её губернатора. Столичные заговорщики после раскрытия заговора были убиты вместе с семьями. Затем Цао Цао пошёл на риск, и атаковал Лю Бэя в Сюйчжоу, несмотря на угрозу удара со стороны Юань Шао. Риск оправдался: Лю Бэй был разбит и бежал на север, чтобы присоединиться к Юань Шао. Юань Шао не послушал совета Тянь Фэна, и упустил шанс ударить по Цао Цао.
Лишь после разгрома Лю Бэя Юань Шао стал реализовывать свой план по нападению на Цао Цао, но на этот раз Тянь Фэн воспротивился решению, заявляя, что момент упущен. Юань Шао, которому надоел Тянь Фэн, приказал заключить его под стражу и отправился с армией на юг. В серии сражений погибло два генерала армии Юань Шао, что сильно подорвало мораль войск.
В конце 200 года армии Юань Шао и Цао Цао сошлись возле Гуаньду южнее Хуанхэ. На стороне Юань Шао было численное преимущество и лучшее снабжение, но войска Цао Цао были лучше подготовлены. В результате битвы войска Юань Шао были полностью разгромлены, а ему самому еле удалось бежать за Хуанхэ. С этого момента Юань Шао, хотя и оставаясь одним из основных игроков, более не мог оспаривать растущего превосходства Цао Цао.

### Падение Юаней

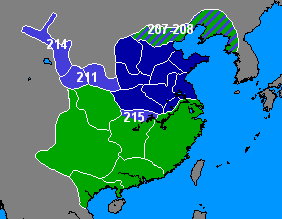
Расширение подконтрольной Цао Цао территории после битвы при Гуаньду

В 202 году Юань Шао умер от болезни. По традиционным правилам его наследником должен был бы стать его старший сын Юань Тань, но жена предпочитала третьего сына Юань Шана. На смертном одре Юань Шао не оставил чётких указаний по поводу того, кто должен стать его преемником; большинство подчинённых Юань Шао высказались за Юань Таня как за старшего сына, но Шэнь Пэй и Пан Цзи выступили в поддержку Юань Шана. Разъярённый Юань Тань начал собирать войска под предлогом нападения на Цао Цао. Услышав об этом, Цао Цао нанёс упреждающий удар. Юань Шан пришёл на помощь старшему брату, и столкновение окончилось вничью.
В 203 году Цао Цао одержал крупную победу над Юанями, которые отступили в свою столицу Е. Цао Цао собирался осадить Е, но советник Гао Цзя сказал, что если на Юаней давить — они объединятся против общего врага, однако если их оставить в покое — они передерутся между собой. Цао Цао послушался совета и отступил, и предсказание Гао Цзя вскоре сбылось: Юань Тань атаковал Юань Шана, но его войска в провинции Цинчжоу перешли на сторону Юань Шана. Юань Тань бежал в Пинъюань, где был осаждён Юань Шаном. Цао Цао вновь атаковал Е, и Юань Шан вернулся для защиты своей столицы, но был разбит Цао Цао. Юань Шан бежал в Чжуншань, а Е попал в руки Цао Цао. Гао Гань сдал Цао Цао провинцию Бинчжоу.
Пока Цао Цао осаждал Е, Юань Тань не пришёл на помощь брату, а наоборот, прибирал к рукам куски его территории, разбив Юань Шана в Чжуншане. Юань Шан бежал дальше на север в провинцию Ючжоу, находившуюся под контролем Юань Си. Цао Цао атаковал Юань Таня в Наньпи, захватил его и убил. Тем временем восстал Цзяо Чу — подчинённый Юань Си — и перешёл на сторону Цао Цао, вынудив Юань Шана и Юань Си бежать ещё дальше на север к племенам ухуаней, возглавляемых вождём Тадунем. В это время Гао Гань восстал против Цао Цао, но в 206 году был разбит, и при попытке бежать на юг к Лю Бэю — убит.
В 207 году армия Цао Цао отправилась на север и разгромила ухуаней в битве при горе Байланшань. Тадунь погиб в битве, а Юань Шан и Юань Си попытались найти убежище у Гунсунь Кана, контролировавшего территорию современной провинции Ляонин. Гунсунь Кан, опасаясь, что Юани могут составить заговор против него и отобрать его территорию, убил их и отослал их головы Цао Цао. В результате клан Юань был полностью уничтожен, а север Китая перешёл под контроль Цао Цао.

## Южная кампания Цао Цао

### Ситуация в Южном Китае
Несколько лет после объединения Северного Китая Цао Цао не предпринимал крупных действий, выжидая возможности расправиться с оставшимися тремя наиболее заметными правителями: Сунь Цюанем, Лю Бяо и Лю Чжаном. В это время Сунь Цюань развивал территории в Цзяндуне, унаследованные от старшего брата Сунь Цэ, убитого в 200 году, и усиливал свои войска. В 208 году Сунь Цюань победил в битве при Сякоу вассала Лю Бяо Хуан Цзу и убил его, захватив основную часть территории Хуана в Цзянся.
Пока Цао Цао расправлялся с Юанями, Лю Бэй бежал на юг к Лю Бяо и стал его вассалом. В 208 году Цао Цао начал южную кампанию, чтобы отвоевать у Ли Бяо провинцию Цзинчжоу. Тем временем Лю Бяо умирал, а между его сыновьями Лю Ци и Лю Цуном развернулась борьба за наследство. После разгрома Хуан Цзу Лю Бяо назначил Лю Ци правителем Цзянся, где раньше распоряжался Хуан Цзу. Лю Цун оставался в столице Цзинчжоу городе Сянъяне и стал губернатором Цзинчжоу после смерти отца. Боясь, что ему придётся воевать на два фронта (против Цао Цао на севере, и против Лю Ци на юго-востоке), Лю Цун предпочёл покориться Цао Цао, и большая часть провинции Цзинчжоу перешла под контроль Цао Цао. Лю Бэй не пожелал покориться Цао Цао и бежал на юг.
Сунь Цюань в Цзяндуне чувствовал угрозу от приближения армии Цао Цао, и отправил Лу Су обсудить с Лю Бэем и Лю Ци формирование альянса против Цао Цао. В конце 208 года с помощью Лу Су и Чжоу Юя Лю Бэй и Сунь Цюань заключили союз против Цао Цао.

### Битва при Чиби
Чжоу Юй, которому Сунь Цюань передал командование над своим войском, действовал в координации с войском Лю Бэя. Подчинённый Чжоу Юя Хуан Гай сделал вид, что хочет перейти на сторону Цао Цао. Вместе с небольшой группой людей он отплыл к Цао Цао на судах; приблизившись к флоту Цао Цао Хуан Гай велел своим людям поджечь лодки, и эти брандеры обрушились на крупные суда Цао Цао. Пожар почти полностью уничтожил флот Цао Цао, а войска на суше были разбиты армиями Сунь Цюаня и Лю Бэя. Разгромленный Цао Цао был вынужден отступить на север.

## Возникновение трёх царств

### Завоевание Цзинчжоу Сунь Цюанем и Лю Бэем

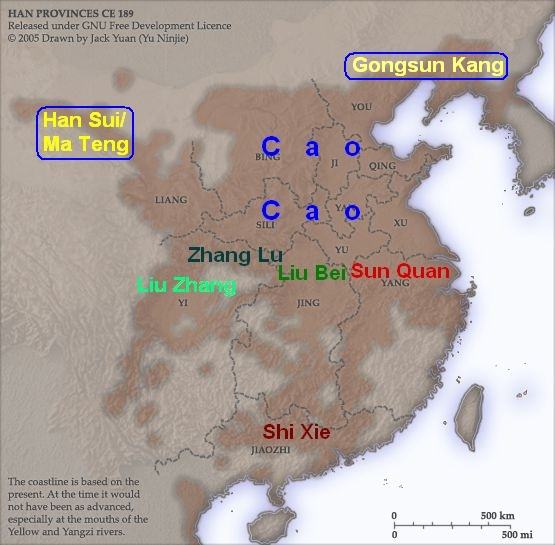
Китай в 208 году

Сразу после битвы при Чиби силы Сунь Цюаня под командованием Чжоу Юя предприняли наступление на Цао Цао, приведшее к битве при Цзянлине. С другой стороны Лю Бэй воспользовался предоставившейся возможностью для атаки округов Улин, Чанша, Линлин и Гуйян на юге провинции Цзинчжоу и взятию их под свой контроль. К началу 209 года Цао Цао потерял почти всю провинцию Цзинчжоу.
Так как Лю Бэй в результате своих завоеваний стал мощнее, Сунь Цюань решил укрепить союз с ним, выдав за Лю Бэя свою младшую сестру. Чжоу Юй, будучи подозрительно настроенным по отношению к Лю Бэю, рекомендовал Сунь Цюаню поместить Лю Бэя под домашний арест и взять под контроль войска Лю Бэя, однако Сунь Цюань отверг это предложение, полагая, что даже если план и удастся, войска взбунтуются. Сунь Цюань согласился с предложением Чжоу Юя разработать план атаки на контролирующих запад Китая Лю Чжана и Чжан Лу, но после смерти Чжоу Юя в 210 году идея была заброшена. Хоть Сунь Цюань и не желал двигать границы на запад, он вынудил ряд местных правителей на территориях современных Гуандуна, Гуанси и северного Вьетнама покориться ему и присоединил их земли. Так как Лю Бэй заявил, что ресурсов на юге Цзинчжоу недостаточно, чтобы содержать его армию, Сунь Цюань согласился передать ему «в аренду» северную часть Цзинчжоу.

### Завоевание Ичжоу Лю Бэем
Цао Цао, восстановивший свою армию за несколько лет, прошедших после битвы при Чиби, в 211 году вновь предпринял крупное наступление, на этот раз против Чжан Лу в Ханьчжуне. Хань Суй и Ма Чао, контролирующие провинции Лянчжоу и Юнчжоу, решили, что Цао Цао может на самом деле идти на них, и предприняли ответные действия. Их объединённые войска были разбиты Цао Цао в битве в проходе Тунгуань, а их земли были в последующие годы аннексированы Цао Цао.
Управляющий Ичжоу Лю Чжан забеспокоился, что Чжан Лу и Цао Цао могут ударить на него, поэтому он отправил Фа Чжэна пригласить к себе Лю Бэя, чтобы тот помог защититься от Чжан Лу и Цао Цао. Фа Чжэн был недоволен правлением Лю Чжана, и предложил Лю Бэю использовать эту возможность чтобы захватить Ичжоу. Лю Бэй воспользовался предложением Фа Чжэна и ввёл армию в Ичжоу, горячо приветствуемый Лю Чжаном. Лю Чжан разместил Лю Бэя в Цзямэнском проходе на севере Ичжоу для обороны Ичжоу от Чжан Лу.
В 212 году начались боевые действия между Лю Чжаном и Лю Бэем. Чжугэ Лян привёл часть войск, оставленных Лю Бэем в Цзинчжоу, на помощь своему господину для войны против Лю Чжана, а Гуань Юй был оставлен на защите Цзинчжоу. В 215 году Лю Бэй разгромил основную часть сил Лю Чжана и осадил его столицу Чэнду. Лю Чжан капитулировал и передал Ичжоу под власть Лю Бэя. Провинция стала новой базой Лю Бэя, и он использовал окружающие её горные цепи для защиты от Цао Цао на севере.
В том же году начали ухудшаться отношения между Лю Бэем и Сунь Цюанем, так как Лю Бэй отказался вернуть северную часть Цзинчжоу, «арендованную» им за пять лет до этого. Сунь Цюань напал на Гуань Юя и быстро завоевал восточную часть Цзинчжоу. Однако после переговоров между Гуань Юем и Лу Су Лю Бэй согласился передать Сунь Цюаню округа Чанша, Цзянся и Гуйян. Лю Бэй и Сунь Цюань обновили союз, разделив провинцию Цзинчжоу по реке Сянцзян.

### Ханьчжунская кампания

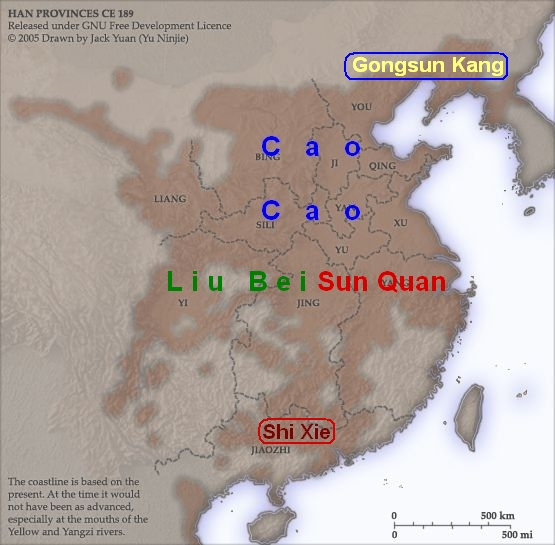
Китай в 215 году

В 215 году Цао Цао атаковал Чжан Лу и разгромил его в битве в проходе Янпингуань. Чжан Лу сдался, и Ханьчжун перешёл под контроль Цао Цао. Несмотря на советы двинуться на юг и атаковать Лю Бэя в Ичжоу, Цао Цао отвёл войска, оставив для защиты Ханьчжуна небольшой отряд под командованием Сяхоу Юаня. В следующем году Цао Цао вынудил императора Сянь-ди даровать ему титул «Вэй-ван» (魏王), и его стиль жизни стал больше походить на императорский.
В 217 году Лю Бэй начал кампанию, нацеленную на то, чтобы отобрать Ханьчжун у Цао Цао. После того, как Сяхоу Юань в 219 году погиб в битве, Цао Цао забеспокоился и быстро прибыл с подкреплениями, чтобы отбить Лю Бэя. Ситуация стала патовой, и Цао Цао в итоге решил отвести войска, оставив Ханьчжун Лю Бэю. После этого Лю Бэй взял себе титул «Ханьчжун-ван» (漢中王).

### Разрыв союза между Сунь Цюанем и Лю Бэем
Пока Лю Бэй атаковал Гуаньчжун, Гуань Юй двинулся из Цзинчжоу на север и атаковал принадлежащий Цао Цао город Фаньчэн, который защищал Цао Жэнь. Ситуация стала настолько серьёзной, что Цао Цао даже рассматривал вопрос о переносе столицы из Сюя.
В то же время Сунь Цюань становился всё более раздражённым Гуань Юем, поскольку тот трижды выказал ему свою враждебность. Когда Гуань Юй атаковал Фаньчэн, Сунь Цюань послал генерала Люй Мэна для атаки Цзинчжоу с востока, и быстро захватил всю провинцию. Мораль войск Гуань Юя резко упала, и началось массовое дезертирство, с ним осталось всего 300 человек. Гуань Юй был осаждён силами Сунь Цюаня в Майчэне, попытался прорваться, но попал в засаду и был пленён. Гуань Юй отказался покориться и по приказу Сунь Цюаня был казнён. Это стало концом союза между Лю Бэем и Сунь Цюанем. Сунь Цюань номинально покорился Цао Цао и получил от него титул «Наньчан-хоу» (南昌侯). Также Сунь Цюань предложил Цао Цао занять императорский трон, но тот отказался.

## Отречение императора Сянь-ди

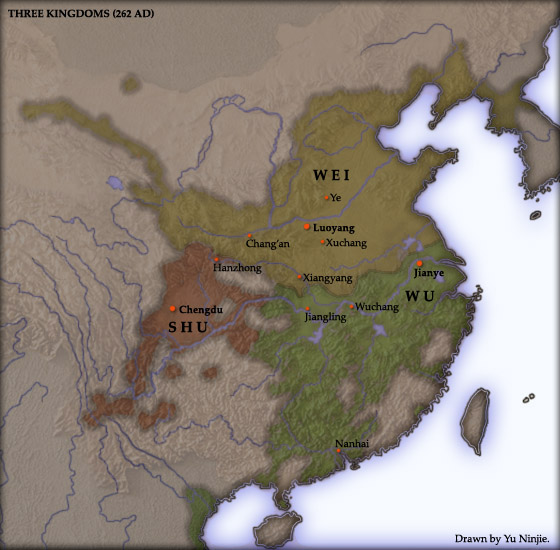
Троецарствие

В марте 220 году умер Цао Цао, и его сын Цао Пэй взял себе отцовский титул «Вэй-ван» не дожидаясь формальной авторизации со стороны императора. Император Сянь-ди передал Цао Пэю императорскую печать и издал указ, объявляющий о своём отречении в пользу Цао Пэя. Цао Пэй формально трижды отклонил предложение трона, но в итоге согласился. Империя Хань официально завершила своё существование, и Цао Пэй учредил на её месте царство Вэй, перенеся столицу из Сюя в Лоян. Бывший император Сянь-ди получил титул «Шаньян-гун» (山陽公).
В 221 году Лю Бэй провозгласил себя в Чэнду императором, и основал царство Шу. Сунь Цюань продолжал оставаться номинальным подданным Цао Пэя до 222 года, когда он провозгласил себя правителем независимого государства У. В 229 году Сунь Цюань формально стал императором У.